# الفقة (العرش)

تعديل مصدري - تعديل

الفقة هي إحدى قرى عزلة العرش بمديرية العرش التابعة لمحافظة البيضاء، بلغ تعداد سكانها 369 نسمة حسب تعداد اليمن لعام 2004.